# Pismaczek skalny

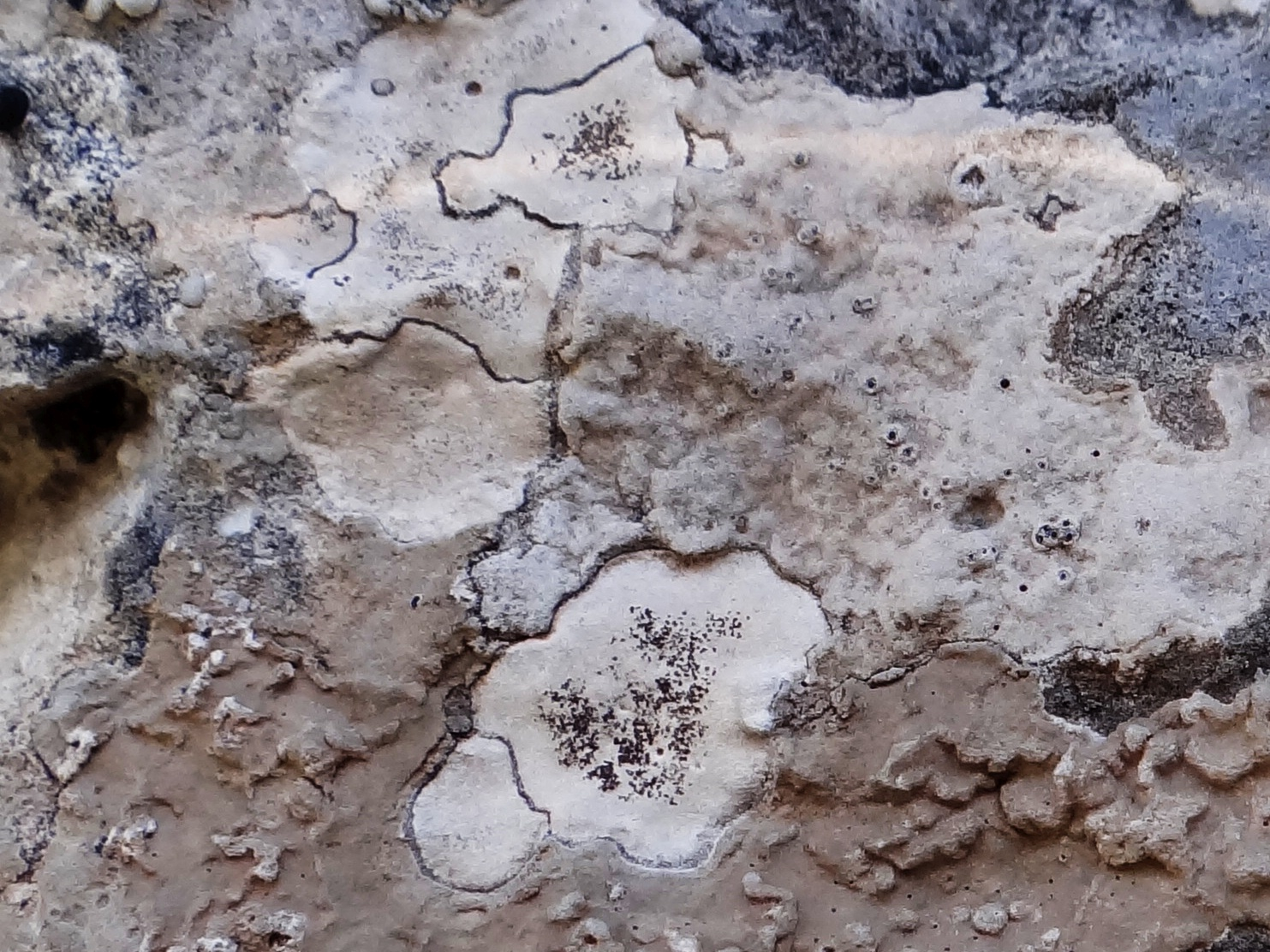

Pismaczek skalny (Opegrapha dolomitica (Arnold) Clauzade & Cl. Roux ex Torrente & Egea) – gatunek grzybów z rodziny Lecanographaceae. Ze względu na współżycie z glonami zaliczany jest do porostów.

## Systematyka i nazewnictwo
Pozycja w klasyfikacji według Index Fungorum: Opegrapha, Roccellaceae, Arthoniales, Arthoniomycetidae, Arthoniomycetes, Pezizomycotina, Ascomycota, Fungi.
Po raz pierwszy gatunek ten opisany został w 1860 r. przez F.Ch.G. Arnolda jako odmiana Opegrapha rupestris var dolomitica. Obecną, uznaną przez Index Fungorum nazwę nadali mu Clauzade, Cl. Roux ex Torrente i Egea w 1989 r.
Synonimy:
- Opegrapha dolomitica (Arnold) Clauzade & Cl. Roux 1985
- Opegrapha dolomitica (Arnold) Clauzade & Cl. Roux ex Torrente & Egea 1989 subsp. dolomitica
- Opegrapha rupestris var. dolomitica Arnold 1860
- Opegrapha saxicola subsp. dolomitica (Arnold) Cl. Roux 1977
- Opegrapha saxicola var. dolomitica (Arnold) V. Wirth 1980[3].

Nazwa polska według W. Fałtynowicza.

## Morfologia
Plecha skorupiasta, cienka, barwy białej, szarej, brązowoczerwonej lub brudnożółtej, zazwyczaj częściowo zagłębiona w podłożu. Owocniki typu apotecjum czarne, bardzo małe (pojedynczy ma długość do 0,8 mm). Mają eliptyczny lub nieregularny kształt, są podłużnie lub koncentrycznie zmarszczone i czarne. Najbardziej charakterystyczną cechą są zarodniki. Mają wąsko maczugowaty kształt, 3 przegrody i rozmiary (20) 22-26 (31) × 5–8 μm.

## Występowanie i siedlisko
Podano występowanie w niemal całej Europie oraz w zachodniej części Ameryki Północnej. Lokalnie jest dość częsty. W Polsce podano stanowiska w Centralnych i Zachodnich Karpatach, Sudetach, na Wyżynie Małopolskiej i na nizinach środkowej części Polski.
Rośnie głównie na skałach krzemianowych, zazwyczaj na pochyłych lub pionowych ścianach lub nawisach skalnych.

## Gatunki podobne
Podobny jest tzw. pismaczek nawapienny (Arthonia calcarea), który również rośnie na skałach wapiennych.Ma jednak większe owocniki (do 1,2 mm) i różni się mikroskopowo.